# Liste des anciennes monnaies
Cette liste vise à regrouper l'ensemble des monnaies ayant eu cours, mais n'étant plus usitées.

## Monnaies contemporaines

### Remplacées par l'euro
- European Currency Unit (ECU)
- Couronne estonienne,  Estonie
- Couronne slovaque,  Slovaquie
- Deutsche Mark,  Allemagne,  Kosovo,  Monténégro
- Drachme,  Grèce
- Escudo portugais,  Portugal
- Florin néerlandais,  Pays-Bas
- Franc belge,  Belgique,  Luxembourg
- Franc français,  France,  Andorre,  Monaco
- Franc luxembourgeois,  Luxembourg
- Franc monégasque,  Monaco
- Lats letton,  Lettonie
- Lire italienne,  Italie ,  Saint-Marin,   Vatican
- Lire maltaise,  Malte
- Lire de Saint-Marin,  Saint-Marin
- Lire vaticane,  Vatican
- Litas lituanien,  Lituanie
- Livre chypriote,  Chypre,  Akrotiri et Dhekelia
- Livre irlandaise,  Irlande
- Mark finlandais,  Finlande
- Peseta andorrane,  Andorre
- Peseta espagnole,  Espagne,  Andorre
- Schilling autrichien,  Autriche
- Tolar,  Slovénie

### Autres monnaies
- Afghani[1],  Afghanistan
- Austral,  Argentine
- Bolívar vénézuélien,  Venezuela
- Córdoba nicaraguayen[1],  Nicaragua
- Couronne tchécoslovaque,  Tchécoslovaquie
- Dinar serbo-monténégrin,  Serbie-et-Monténégro
- Dinar soudanais,  Soudan
- Dinar yougoslave[1],  Yougoslavie
- Dinar yougoslave[2],  Yougoslavie
- Dollar zimbabwéen[1],  Zimbabwe
- Dollar zimbabwéen[3],  Zimbabwe
- Escudo mozambicain,  Mozambique
- Escudo du Timor oriental,  Timor oriental
- Franc malgache,  Madagascar
- Kwanza angolais[1],  Angola
- Kwanza angolais[4],  Angola
- Kwanza angolais[5],  Angola
- Leu roumain[1],  Roumanie
- Lev bulgare[1],  Bulgarie
- Livre soudanaise[1],  Soudan
- Livre turque[1],  Turquie
- Manat turkmène[1],  Turkménistan
- Maneti géorgien[1],
- Metical mozambicain[1],  Mozambique
- Peso argentin[1],  Argentine
- Peso bolivien,  Bolivie
- Peso de Guinée-Bissau,  Guinée-Bissau
- Réal brésilien[1],  Brésil
- Rouble letton,  Lettonie
- Rouble soviétique[6],  Union soviétique
- Rouble soviétique[7],  Communauté des États indépendants
- Sol péruvien[1],  Pérou
- Złoty polonais[1],  Pologne
- Kopeck,Tsarat de Russie
- Livre Australienne

## Monnaies françaises

### Moyen Âge
- Agnel
- Écu
- Estevenant
- Franc à cheval
- Maravédis

### Renaissance
- Denier
- Livre parisi
- Livre
- Louis d'or
- Louis d'argent
- Monnaies liégeoises
- Sou
- Thaler du Saint-Empire

### Époque moderne
- Assignat
- Franc (révolutionnaire)
- Franc Napoléon
- Franc-Or
- Gros blanc
- Gros tournois
- Gros de Prague
- Napoléonides

## Monnaies anciennes
- Akçe
- Besant (Empire byzantin)
- Boudjou
- Cauri (Afrique noire précoloniale)
- Deben (Égypte pharaonique)
- Doublon
- Ducat
- Escudo espagnol
- Florin (Florence)
- Liard
- Livre
- Lire
- Luigino
- Mark
- Mohur (Inde)
- Nomisma
- Obole ou maille
- Patard
- Piastre
- Picte
- Pièce de huit
- Pistole
- Pouge
- Réal espagnol
- Sequin (Venise)
- Tari
- Tael (Chine)
- Thaler

### Rome antique
- Antoninianus
- As
- Aureus
- Denier
- Follis
- Sesterce
- Sextant
- Silique
- Solidus
- Shekel et fractions de Shekel pendant la Grande révolte juive (66-71).

### Grèce antique
- Drachme
- Litra
- Statère
- Talent

### Dans le monde
- Sicle
- Sucre
- Tael
- Pagode